# Nadège Abomangoli
Nadège Abomangoli, née le 15 septembre 1975 à Brazzaville (Congo), est une femme politique française. Membre de La France insoumise, elle est conseillère régionale, conseillère départementale, conseillère municipale, et depuis 2022 députée et vice-présidente de l'Assemblée nationale depuis 2024.
Le 21 octobre 2024, elle est la première femme noire à présider une séance à l'Assemblée nationale.

## Biographie

### Jeunesse et études
Nadège Abomangoli nait à Brazzaville dans une famille marquée par la politique, son père étant un cadre du parti politique UPADS. Elle grandit à Épinay-sur-Seine (Seine-Saint-Denis). Elle s'engage dans des études en communication au Celsa - Sorbonne Université, obtient une maitrise d'histoire à l'Université de Paris-Sorbonne et un master en Média et communication publique à l'Institut d'études politique de Paris. Elle s'engage à SOS Racisme avant d'adhérer au Parti socialiste en 2006.

### Parcours professionnel
Avant de s'engager professionnellement en politique, cadre de la fonction publique territoriale, elle exerce le métier de contrôleure interne et de gestionnaire des risques. De 2006 à 2012, elle est responsable des budgets délégués à la Direction du patrimoine et de l’architecture à la Mairie de Paris. De 2013 à 2015, elle occupe un poste de collaboratrice parlementaire au Sénat. De 2016 à 2022, elle revient à la Mairie de Paris comme coordinatrice de la communication interne et risk manager.

### Parcours politique
Proche de David Assouline, elle est élue conseillère régionale d'Île-de-France de 2010 à 2015 à Paris où elle préside la commission sports et loisirs. En mars 2014, elle est deuxième sur la liste PS aux élections municipales de Villetaneuse.
Après l’élection de Jean-Christophe Cambadélis au poste de Premier secrétaire du Parti socialiste en 2014, Nadège Abomangoli devient porte-parole du parti. Elle est, par là même, une figure publique et médiatique de soutien du Président de la République en exercice, François Hollande, et de ses gouvernements. Pourtant, sur le sujet de la déchéance de nationalité, elle s'oppose à la proposition de l’exécutif.

Puis en 2015, avec Michel Fourcade, elle est élue conseillère départementale du canton d'Épinay-sur-Seine. Elle est vice-présidente du conseil départemental de la Seine-Saint-Denis de 2015 à 2021, chargée de la politique de l’habitat et de la sécurité. En 2019, elle quitte le PS pour rejoindre La France insoumise. 

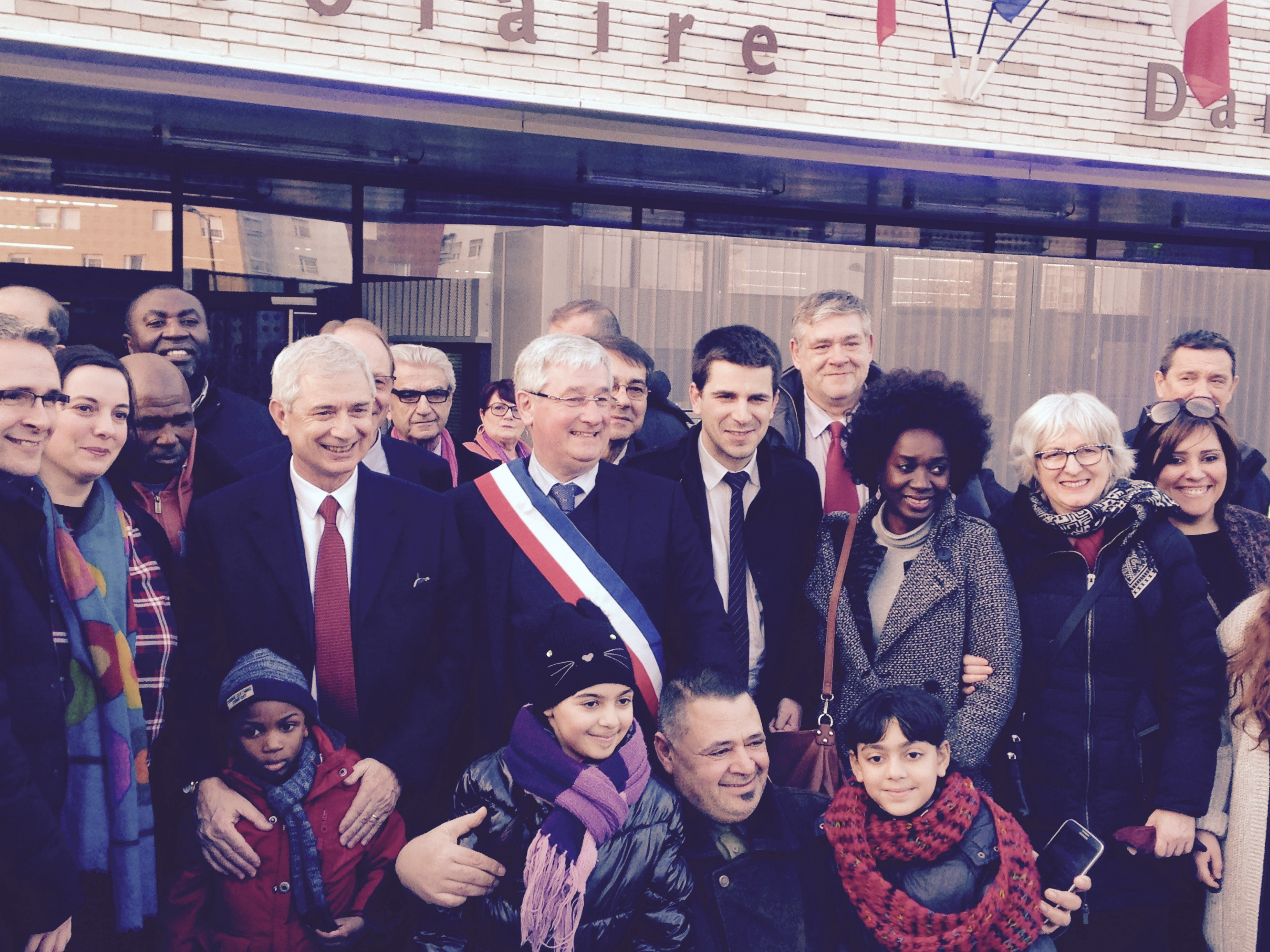
Nadège Abomangoli lors d'une inauguration d'une école en 2015.

Lors du premier tour des élections municipales de 2020, la liste menée par Bertrand Kern (PS - EÉLV - PRG - GRS - PP) remporte l'élection municipale de Pantin avec 57,60 %, Nadège Abomangoli obtenant 18,81 % et 4 sièges dans l'opposition,.
Lors des élections départementales de 2021, Nadège Abomangoli et Samir Amziane se présentent pour LFI dans le canton de Pantin, où ils obtiennent 23,69 % des voix, devancés par Mathieu Monot et Nadia Azoug (PS-EELV), avant de devoir se désister en leur faveur au second tour.
En 2022, investie par la NUPES face au député LR Alain Ramadier dans la 10e circonscription de la Seine-Saint-Denis, Nadège Abomangoli arrive en tête du premier tour et en ballotage avec 39,71 % des voix contre 20,07 % au sortant, puis l'emporte face à lui avec 14 228 voix sur 69 267 inscrits, soit 20,54 % des inscrits et 55,53 % des suffrages exprimés.

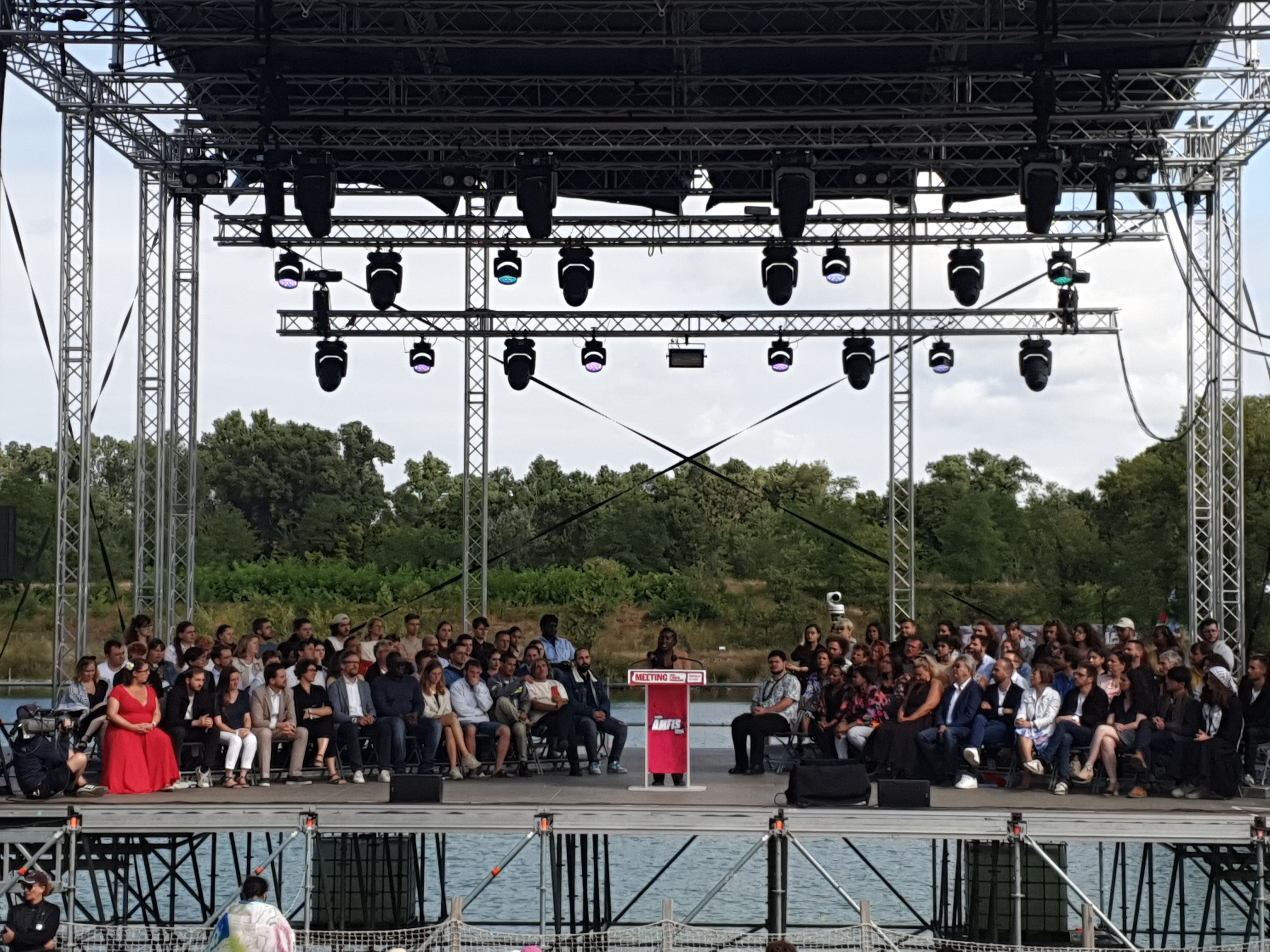
Discours de Nadège Abomangoli lors du meeting pour l'Union Populaire en clôture des AMFIS 2024

En octobre 2023, elle réalise un déplacement parlementaire international en République démocratique du Congo, avec une délégation de parlementaires la France insoumise et Jean-Luc Mélenchon. Elle y rencontre des parlementaires congolais et le Président du pays, Félix Tshisekedi.
Lors des élections de 2024, avec 52,60 % des suffrages, elle est réélue au 1er tour députée de la 10ème circonscription de la Seine-Saint-Denis.
Le 19 juillet 2024, elle est élue troisième vice-présidente de l'assemblée nationale, devenant ainsi la première femme noire à accéder à cette fonction.
Le 21 octobre 2024, elle devient la première femme noire à présider une séance à l'Assemblée, à l'occasion de l'examen du budget 2025.